# Сицилиана

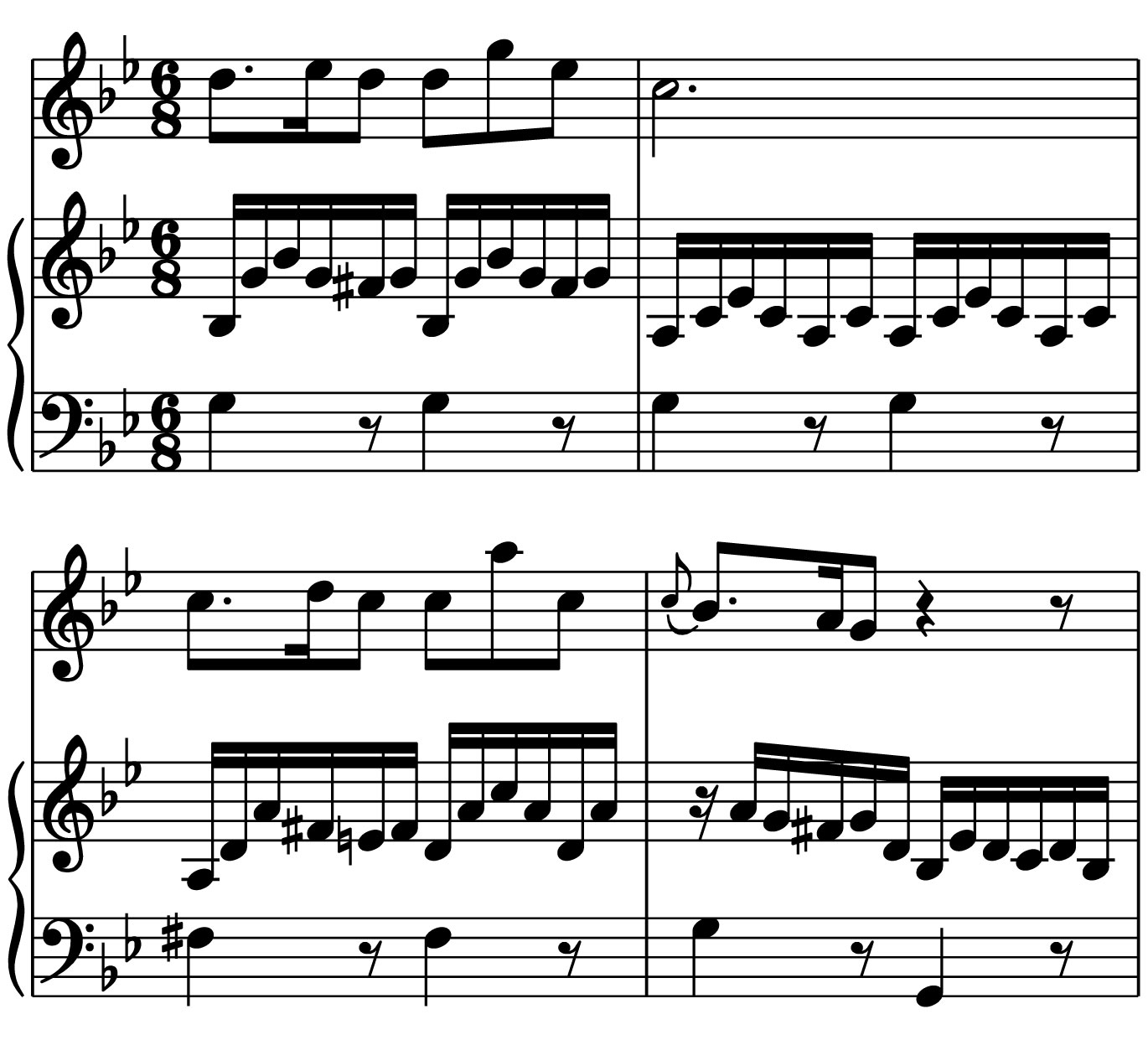
Бах. Сицилиана из Сонаты для флейты и клавира Es-dur, BWV 1031 (фрагмент)

Сицилиа́на (итал. siciliana — сицилийская) — старинный итальянский танец пасторального характера, возможно, сицилийского происхождения. Была особенно распространена в инструментальной и вокальной музыке XVII—XVIII веков.
Сицилиана обычно исполняется в умеренном темпе. Наиболее распространённые размеры: {\displaystyle {\begin{smallmatrix}6\\8\end{smallmatrix}}} и {\displaystyle {\begin{smallmatrix}12\\8\end{smallmatrix}}}. Для неё также характерны ритмоформула  и минорный лад.
Сицилиану использовали в своём творчестве практически все композиторы эпохи барокко — А. Скарлатти, Я. Зеленка, Ж.-Ф. Ребель, Г. Ф. Гендель (часть в сюите «Музыка фейерверка»), И. С. Бах и другие. Реже этот танец встречается в музыке XIX века ( Г. Доницетти, Д. Верди, П. Масканьи). В XX веке о сицилиане вспомнили композиторы, которые работали в стилистике неоклассицизма (О. Респиги, Ф. Пуленк, И. Стравинский, А. Руссель, Л. Даллапиккола, Х. Родриго и другие).